# 헬렌 코스텔로
헬렌 코스텔로(Helene Costello, 1906년 6월 21일~1957년 1월 26일)는 미국의 배우이다.

## 영화
- 하층민 (1936년)
- 쇼 오브 쇼 (1929년)
- 클레오파트라 (1912년)

## 가족
- 아버지: 모리스 코스텔로
- 어머니: 메이 코스텔로
- 언니: 돌로레스 코스텔로